# Katastrophe (rappeur)
Rocco Kayiatos, plus connu sous son nom de scène Katastrophe, est un rappeur et producteur américain de hip-hop (LGBT hip hop,,,).
Installé dans la région de la baie de San Francisco, il a commencé la compétition par la poésie slam en 1997. Après avoir remporté le Youth Speaks dans la catégorie poésie slam en 1998, il a participé à la tournée Rambling Road Show de Sister Spit. Il est considéré comme le premier chanteur ouvertement transgenre du genre hip-hop, et il évoque souvent son identité d'homme trans dans ses réalisations.

## Carrière musicale
En 2001, il a enregistré avec Mark Schaffer la chanson-titre du film Tijuana Donkeys, réalisé par Shar Rednour et Jackie Strano ; la bande sonore a été nommée pour un AVN Award, mais ce prix a été remporté par Snoop Dogg.
Katstrophe et Schaffer ont ensuite formé le groupe hip hop The End of the World avec Ricky Lee ; Schaffer a également commencé une carrière solo sous le nom Schaffer the Darklord.
Katastrophe a créé ses premiers beats en 2002. Il rappe à propos de la vie vécue hors des sentiers battus de l'éducation, du genre et de la culture. Il utilise son combat d'homme trans et sa place contestée dans le queer contemporain et la culture hip hop pour discuter des grandes questions communautaires, d'espace, de privilèges, de sexe, et d'estime de soi.
Il a été nommé Producteur de l'année par Outmusic Awards pour son premier album Let's Fuck, Then Talk About My Problems avec le label Sugartruck Recordings, réalisé en 2004,. Kayiatos réalisé un deuxième album intitulé Fault, Lies and Faultlines avec le label Cherchez La Femme en 2005, et un troisième album, The Worst Amazing a été réalisé en octobre 2009 avec 307 Knox Records. En 2008 il a écrit, produit, réalisé et joué dans un spectacle intitulé HomeMade SuperHero. Il se produit également avec Jenna Riot en tant que musicien dans Socialites Ice Cream.
Il est présenté dans le film documentaire Poetic License, Pick Up the Mic, Enough Man, et Riot Acts,,.
Il a été décrit comme l'un des rappeurs les plus accomplis dans le documentaire queer hip hop Pick Up the Mic. Sa vidéo de la chanson « The Life » est passée au top ten Click List pendant 12 semaines aux MTV networks. Sa musique a été présentée dans la série contemporaine The L Word sur Showtime, ainsi que plusieurs Courts métrages. Kayiatos a fait l'objet d'un biopic intitulé The State of Katastrophe. Il a également fait des tournées aux États-Unis et en Europe.

## Publication
En octobre 2009, lui et Amos Mac ont fondé Original Plumbing, le premier magazine par et pour les hommes trans.